# Histoire de Dom Bougre, portier des Chartreux
L’Histoire de Dom Bougre, portier des Chartreux est un roman libertin de 1741 attribué à l’avocat Gervaise de Latouche.
Dom Bougre désignerait le moine débauché abbé Desfontaines et décrirait ses aventures rocambolesques, libertines et licencieuses. Selon Helpey, l'abbé Desfontaines serait représenté sous les traits du père Casimir (organisateur des orgies), et non sous ceux du père Saturnin (Dom Bougre).
Sous couvert d'une dénonciation de la luxure du clergé au XVIIIe siècle, ce roman érotique avance l’idée même d’une liaison étroite entre bonheur et libre expression de la sexualité. Il se caractérise par la vivacité des scènes et la fausse naïveté de son style.
Ce roman a connu de nombreuses rééditions, dont une, en 1778, sous le titre de Mémoires de Saturnin (Paris, Hubert Cazin).
Entre mai et octobre 1789, paraît Dom Bougre aux États généraux ou doléances du portier des chartreux — souvent attribué à Nicolas Edme Restif de La Bretonne —, suivi en 1790 par Le Nouveau Dom Bougre à l’Assemblée nationale, et en 1792, par Le Dom Bougre moderne.

## Édition en ligne
- Le Portier des Chartreux, sur Wikisource (édition de 1889)
- Histoire de dom Bougre, portier des chartreux, sur Wikisource (édition de 1920 ou 1924), avec 18 figures issues de l'édition Cazin, préface avec bibliographie de Helpey.